# يان مالون
يان مالون (بالإنجليزية: Ian Malone)‏ (14 مايو 1983 بدبلن في جمهورية أيرلندا - ) هو لاعب كرة قدم أيرلندي في مركز الدفاع. لعب مع باتريك أتلتيك وKildare County F.C. ‏ وMonaghan United F.C. ‏.